# Julián de Speyer
Julián de Espira (muerto hacia 1250), también conocido como Julianus Teutonicus, fue un músico, poeta e historiador franciscano alemán del siglo XIII. 
Nacido en Espira, estudió en París y fue el director musical de la capilla real bajo Felipe Augusto y Luis VIII de Francia.

## Obra
- Officium S. Francisci (Reimoffizium, entre 1229 y 1235)
- Legenda S. Francisci (Vita S. Francisci, zwischen 1232 und 1235, Leben des Heiligen Franziskus ISBN 3-87163-172-8)
- Vita ab auctore anonymo (Vita S. Antonii, entre 1235 y 1240)
- Officium S. Antonii (Reimoffizium, entre 1241 y 1246)